# Фаха
Фаха или Фаша (на португалски: Facha) е община (Freguesia) в окръг (Concelho) Понте де Лима в Северна Португалия с площ от 15,31 km² (на 1 януари 2010) и 1546 жители (на 30 юни 2011).